# غاري تومسون
غاري تومسون (9 أغسطس 1945 بفانكوفر في كندا - ) هو لاعب كرة قدم كندي في مركز الهجوم. شارك مع منتخب كندا لكرة القدم. أما مع النوادي، فقد لعب مع فانكوفر وايتكابس.

## وصلات خارجية
- غاري تومسون على موقع قاعدة بيانات كرة القدم.إي يو (الإنجليزية)
- غاري تومسون على موقع ناشيونال فوتبول تيمز (الإنجليزية)
- غاري تومسون على موقع عالم كرة القدم.نت (الإنجليزية)